# Neves Paulista
Neves Paulista este un oraș în São Paulo (SP), Brazilia.